# بيت القطيني (بعدان)

تعديل مصدري - تعديل

بيت القطيني هي إحدى قرى عزلة بني منصور بمديرية بعدان التابعة لمحافظة إب، بلغ تعداد سكانها 371 نسمة حسب تعداد اليمن لعام 2004.